# Phản ứng Maillard

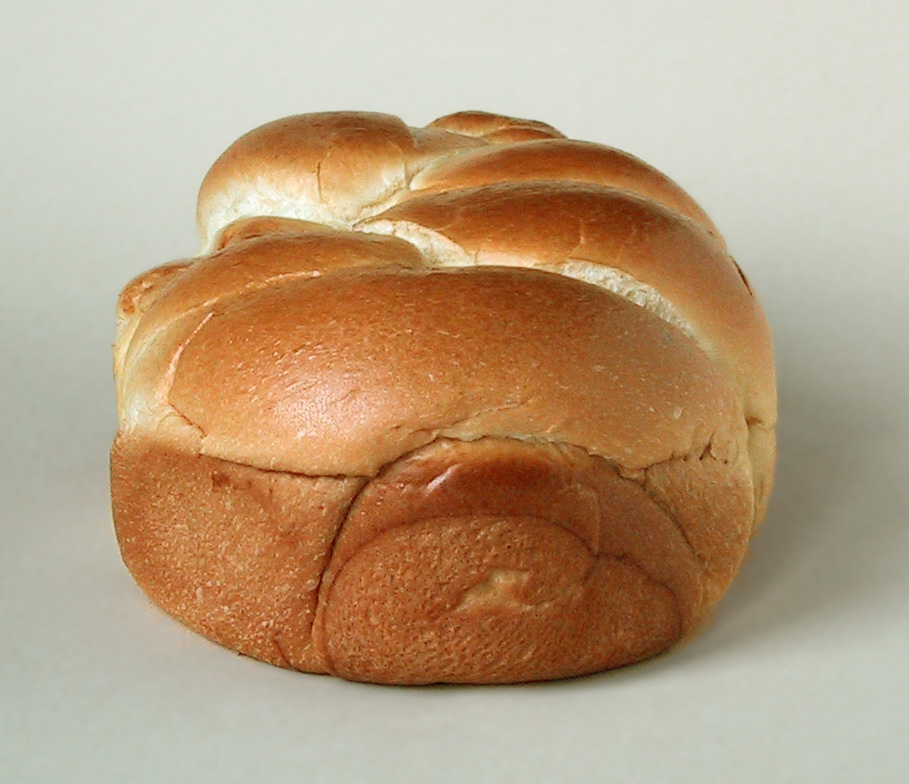
Lớp vỏ của hầu hết các loại bánh mì, chẳng hạn như loại bánh brioche này, có màu nâu vàng chủ yếu là kết quả của phản ứng Maillard.

Phản ứng Maillard hay phản ứng màu nâu (tiếng Anh: Maillard reaction (/maɪˈjɑːr/ my-YAR; tiếng Pháp: [majaʁ])) là phản ứng hóa học giữa các amino acid và đường trong khi nấu nướng giúp tạo ra các hợp chất có mùi vị và màu sắc đặc trưng, làm tăng hương vị và giá trị thực phẩm. Phản ứng này được đặt tên theo nhà hóa học người Pháp Louis Camille Maillard.
Phản ứng này diễn ra nhanh chóng từ khoảng 140 đến 165 °C.

## Mô tả

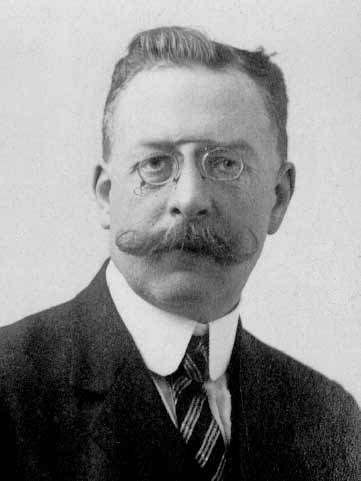
Louis Camille Maillard, một nhà hóa học và bác sĩ người Pháp.

Năm 1912, nhà hóa học Louis Camille Maillard đã mô tả phản ứng này và được đặt tên theo tên của ông trong khi ông đang cố gắng tái tạo quá trình sinh tổng hợp protein.

## Điều kiện phản ứng
Protein và đường là thành phần chính của phản ứng Maillard. Các nhóm amino axit tự do và các loại đường glucose, fructose, lactose, hoặc sucrose cần để tham gia phản ứng. Nhiệt độ cũng là yếu tố quan trọng để phản ứng diễn ra. Nhiệt độ cao gây biến chất, tạo mùi khét và vị đắng, từ khoảng 120 đến 165 °C.
Phản ứng có thể xảy ra trong môi trường pH khá rộng, thích hợp từ 6 đến 8 độ pH.
Nước cũng là thành phần ảnh hưởng trực tiếp đến quá trình phản ứng, nồng độ chất phản ứng càng cao, nước càng ít thì phản ứng diễn ra càng mạnh. Từ đó hương thực phẩm khác nhau với từng lượng nước. Một điều kiện quan trọng nữa là thời gian, nó sẽ quyết định đến hương vị chất lượng và màu sắc của sản phẩm.

## Ứng dụng của phản ứng
Phản ứng Maillard được ứng dụng trong nhiều ngành như: sản xuất bánh mì, bánh quy (tạo màu sắc cho bánh); chế biến thịt, cá và thực phẩm giàu protein (tạo mùi vị đặc trưng); sản xuất thuốc lá; sản xuất rượu bia. Cà phê và sôcôla cũng được áp dụng phản ứng này (phản ứng giữa đường và protein trong hạt cà phê và cacao tạo ra mùi vị đặc trưng). Hoặc áp dụng để sản xuất thức ăn cho gia súc và gia cầm (nhằm cải thiện hương vị và giá trị dinh dưỡng). Ví dụ như quá trình sản xuất thức ăn cho lợn, các chất hữu cơ và protein thực vật được sử dụng để tạo ra phản ứng giữa chúng với các protein động vật như albumin trứng hoặc hemoglobin.
Trong y học, nó còn áp dụng để sản xuất thuốc, sản xuất thuốc chống ung thư, kháng khuẩn, kháng viêm. Ngoài ra, nó còn góp phần bảo tồn phân người cổ (paleofeces), (phản ứng Maillard giúp bảo quản phân người cổ đại, nó tạo ra một lớp vỏ đường bảo vệ phân khỏi các nguyên tố khác).
Phản ứng này còn được ứng dụng để sản xuất tỏi đen.

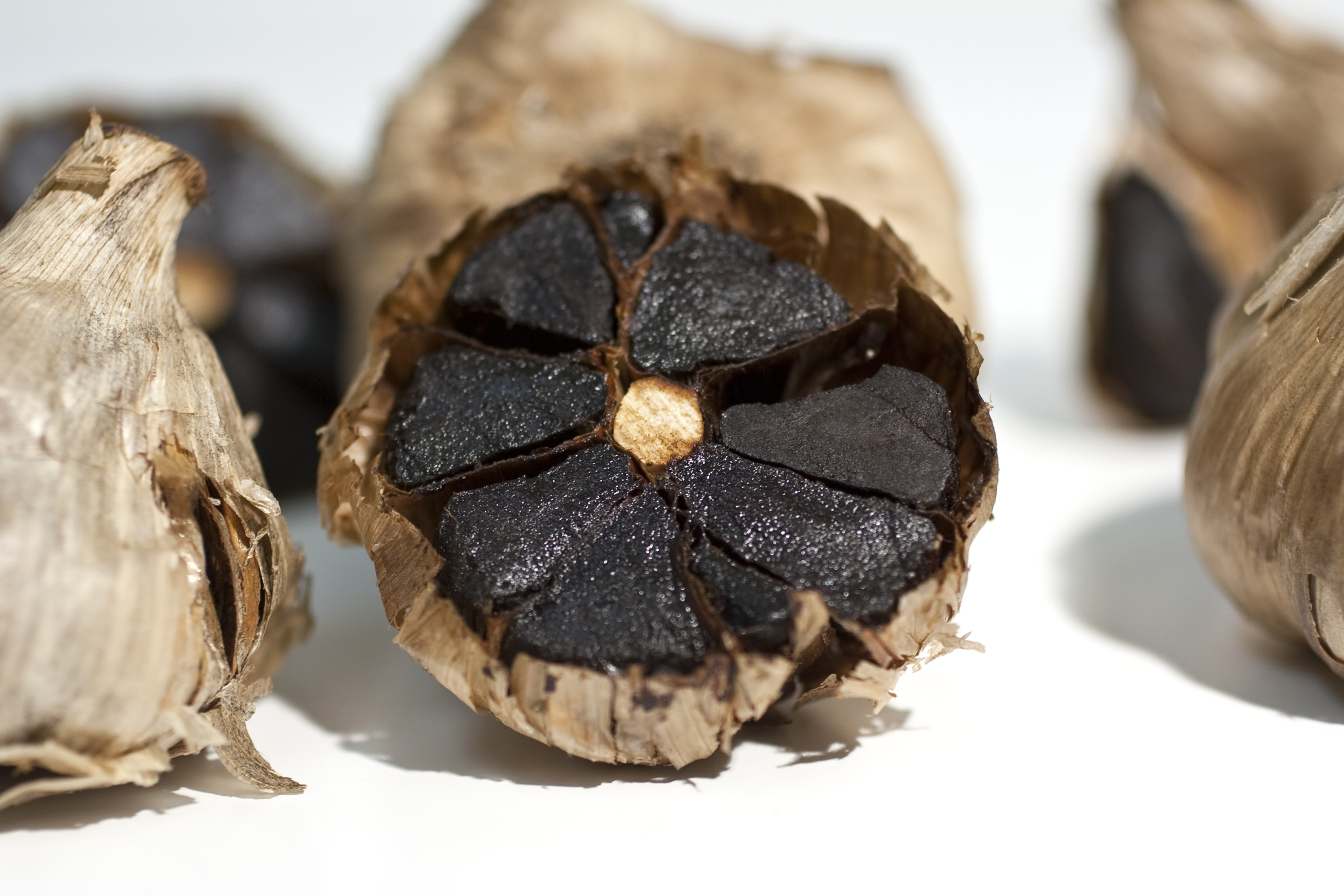
Tỏi đen